# اندری شتهرین
اندری شتهرین (اوکراینی: Андрій Віталійович Штогрін؛ زادهٔ ۱۴ دسامبر ۱۹۹۸) بازیکن فوتبال اهل اوکراین است.
از باشگاه‌هایی که در آن بازی کرده‌است می‌توان به باشگاه فوتبال چورنومورتس اودسا اشاره کرد.
وی همچنین در تیم ملی فوتبال Ukraine (students) بازی کرده‌است.